# カルビン回路

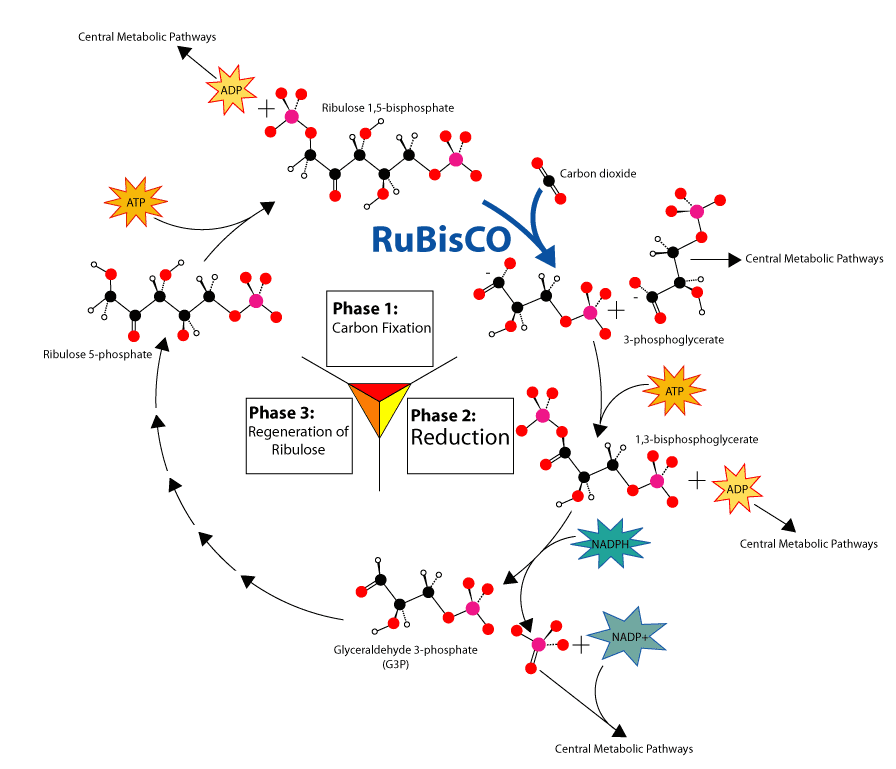
カルビン回路と炭酸同化の概略

カルビン回路（カルビンかいろ、英語: Calvin cycle）は、光合成反応における代表的な炭酸固定反応である。ほぼすべての緑色植物と光合成細菌がこの回路を所持している。1950年にメルヴィン・カルヴィン、アンドリュー・ベンソン、ジェームズ・バッシャムによって初めて報告された。カルビン・ベンソン回路、カルビン・ベンソン・バッシャム回路、CBB回路、C3回路、還元的ペントース・リン酸回路（RPP回路）とも呼ばれる。
光化学反応により生じた NADPH および ATP が駆動力となって回路が回転し、最終的にフルクトース-6-リン酸から糖新生経路に入り、多糖（デンプン）となる。この回路の中核である炭酸固定反応を担うリブロースビスリン酸カルボキシラーゼ (RubisCO) は地球上でもっとも存在量の多い酵素であると言われている。
反応自体は光がなくても進行するため、光が不可欠な光化学反応（明反応）と対比して暗反応とも呼ばれる。ただし、反応にかかわる酵素のうち、RubisCO をはじめとする複数の酵素は光によって間接的に活性化されるため、暗所では炭酸固定活性が低下する（そのため暗反応という名称はやや誤解を与える）。C3の化合物で行われているので、C3型光合成ともいう。光合成という場合、明反応と暗反応の全体を指す。

## カルビン回路の反応

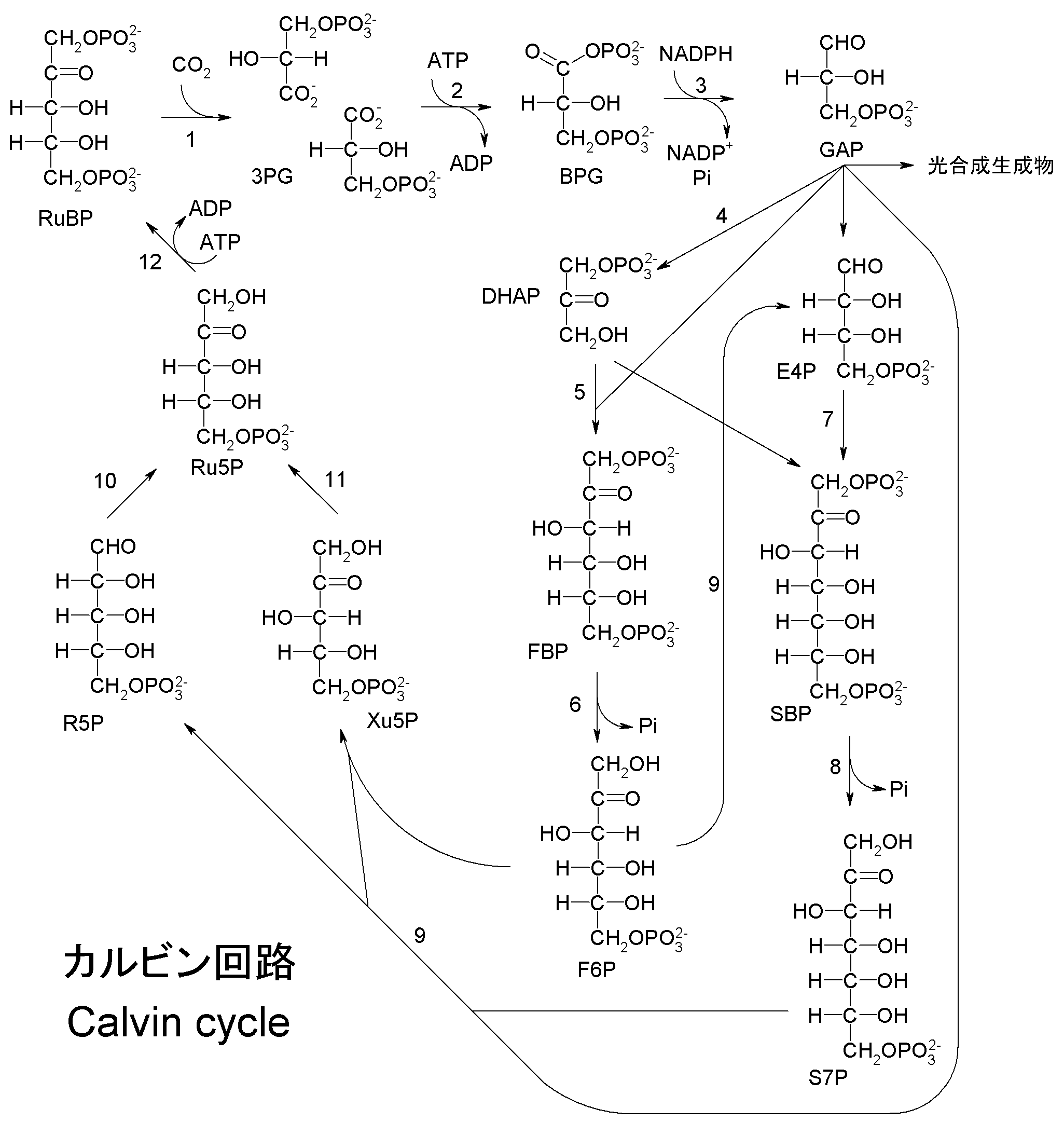
カルビン回路の全反応。1,ルビスコ、2,ホスホグリセリン酸キナーゼ、3,グリセルアルデヒド-3-リン酸デヒドロゲナーゼ、4,トリオースリン酸イソメラーゼ、5,アルドラーゼ、6,フルクトース-1,6-ビスホスファターゼ、7,アルドラーゼ、8,セドヘプツロース-1,7-ビスホスファターゼ、9,トランスケトラーゼ、10,リボース-5-リン酸イソメラーゼ、11,リブロース-5-リン酸-3-エピメラーゼ、12,ホスホリブロキナーゼ

カルビン回路は、植物ではチラコイド膜外部即ち葉緑体基質で起こっている。光合成細菌の場合は細胞質基質で行なわれる。これらの反応はその回転に13種類の酵素の関与する複雑な回路であり、
- 多糖に変換される系
- 再び炭酸固定反応に使用される系

が共存している。これらの系は共同的に動いている。炭酸固定反応の主格を担う糖は『D-リブロース1,5-ビスリン酸』である。
カルビン回路の多糖変換系収支式は以下の通りである。
6 CO2 + 12 NADPH + 18 ATP → C6H12O6 + 12 NADP+ + 18 ADP + 18 Pi
この反応を正確に書くと
6 CO2 + 12 NADPH + 18 ATP → フルクトース1,6-ビスリン酸 + 12 NADP+ + 18 ADP + 16 Pi
これらの式からわかるが、二酸化炭素が6分子カルビン回路で固定されると（つまり炭酸固定反応に再使用される系が6回転すると）糖新生系に組み込まれるのに十分な炭素が供給される。

### 炭酸固定反応系
カルビン回路による炭素固定反応には糖の循環が必要である。上記にも筆記したがこの炭酸固定反応系は以下の反応からなる。糖の炭素数を特記しておく。
1. D-リブロース-1,5-ビスリン酸 (RuBP, C5) + CO2 → 2分子の3-ホスホグリセリン酸 (C3×2)
2. 3-ホスホグリセリン酸 (C3) + ATP → 1,3-ビスホスホグリセリン酸 (C3) + ADP
3. 1,3-ビスホスホグリセリン酸 (C3) + NADPH → グリセルアルデヒド-3-リン酸 (C3) + NADP++ Pi

このグリセルアルデヒド3-リン酸を起点にして、4つの反応がカルビン回路には存在する。その4つの反応はそれぞれ以下の通りである。
1. グリセルアルデヒド-3-リン酸 (C3) + セドヘプツロース-7-リン酸 (C7) → リボース-5-リン酸 (C5) + キシルロース-5-リン酸 (C5)
2. グリセルアルデヒド3-リン酸 (C3) → ジヒドロキシアセトンリン酸 (C3)
3. グリセルアルデヒド3-リン酸 (C3) + ジヒドロキシアセトンリン酸 (C3) → フルクトース-1,6-ビスリン酸 (C6)
4. グリセルアルデヒド3-リン酸 (C3) + フルクトース-6-リン酸 (C6) → エリトロース-4-リン酸 (C4) + キシルロース-5-リン酸 (C5)

うち、2 の反応は葉緑体外部へ輸送されるジヒドロキシアセトンリン酸を合成する反応であり、輸送には3回転を要することが判る。また、3.はそのまま多糖変換系に続く反応であるが、6回転分の炭素固定数に足りなければ、4 の反応へフルクトースが使用される。
ジヒドロキシアセトンリン酸もそれを起点にいくつかの反応が起きるが、それらは
1. 葉緑体外部への輸送
2. フルクトース1,6ビスリン酸合成反応（3 の反応）
3. ジヒドロキシアセトンリン酸 (C3) + 4 由来のエリトロース4-リン酸 (C4) → セドヘプツロース1,7-ビスリン酸 (C7)

である。上記の反応から合成されたセドヘプツロース1,7-ビスリン酸は
セドヘプツロース-1,7-ビスリン酸 (C7) → セドヘプツロース-7-リン酸 (C7) + Pi
という反応に組み込まれ、セドヘプツロース-7-リン酸はグリセルアルデヒド-3-リン酸の反応1.に組み込まれる。グリセルアルデヒド-3-リン酸の1.の反応により合成されるリボース-5-リン酸およびキシルロース-5-リン酸はそれぞれリブロース-5-リン酸に変換される。
リボース-5-リン酸 (C5) → リブロース-5-リン酸 (C5)
キシルロース-5-リン酸 (C5) → リブロース-5-リン酸 (C5)
リブロース-5-リン酸は以下の反応により再び、炭酸固定反応に組み込まれる。
リブロース-5-リン酸 (C5) + ATP → リブロース-1,5-ビスリン酸 (C5) + ADP
なお、上記の12反応に使用される酵素は上から順番に以下の通りである。
- リブロースビスリン酸カルボキシラーゼ (RubisCO)
- ホスホグリセレートキナーゼ
- グリセルアルデヒド-3-リン酸デヒドロゲナーゼ
- グリセルアルデヒド-3-リン酸：セドヘプツロース7-リン酸トランスケトラーゼ
- トリオースリン酸イソメラーゼ
- グリセルアルデヒド-3-リン酸：ジヒドロキシアセトンリン酸アルドラーゼ
- グリセルアルデヒド-3-リン酸フルクトース-6-リン酸トランスケトラーゼ
- ジヒドロキシアセトンリン酸：エリトロース-4-リン酸アルドラーゼ
- セドヘプツロースビスホスファターゼ
- リボース-5-リン酸イソメラーゼ
- キシルロース-5-リン酸エピメラーゼ
- 5-ホスホリブロキナーゼ

### 多糖変換系
カルビン回路の多糖変換系は最後にはデンプンになるために回路から炭素の出て行く系の一つである。他にジヒドロキシアセトンリン酸の葉緑体外部への輸送系も存在する。多糖変換系は以下の反応からなる。判りやすいように全体の炭素数を C: X と表記する。
1. D-リブロース1,5-ビスリン酸×6 (C: 30) + 6CO2 → 3-ホスホグリセリン酸×12 (C: 36)
2. 3-ホスホグリセリン酸×12 + 12ATP → 1,3-ビスホスホグリセリン酸×12 (C: 36) + 12ADP
3. 1,3-ビスホスホグリセリン酸×12 + 12NADPH → グリセルアルデヒド3-リン酸×12 (C: 36) + 12NADP+ + 12Pi
4. グリセルアルデヒド3-リン酸×6 → ジヒドロキシアセトンリン酸×6 (C: 18)
5. グリセルアルデヒド3-リン酸×6 (C: 18)+ ジヒドロキシアセトンリン酸×6 (C: 18) → フルクトース1,6-ビスリン酸×6 (C: 36)
6. フルクトース1,6-ビスリン酸×6 → フルクトース6-リン酸×6（C: 30 は 1 へ、C: 6 だけ糖新生系へ）

6 の反応以外は全て、上記の炭酸固定反応系に出てきている。6.の反応を起こしている酵素は
- フルクトースビスホスファターゼ

である。このフルクトースビスホスファターゼを加えた13の酵素がカルビン回路の全反応を担っている。

## カルビン回路の調節
カルビン回路は暗反応であり、NADPHおよびATPの供給さえあれば暗所でも植物は二酸化炭素を固定できるはずだが、実際は炭酸固定反応は起こらない。これは、RubisCOをはじめとするいくつかの酵素が光照射によって活性化を受けるからである。それらの酵素と活性化システムについては以下の通りである。
- RubisCO
- フルクトースビスフォスファターゼ
- セドヘプツロースビスホスファターゼ
- 5-ホスホリブロキナーゼ

中でも、もっとも光活性化の研究が進んでいるのがRubisCOであり、以下の要素によって活性化する。
- Mg2+の添加
- pHを微アルカリ側に置く
- 炭酸イオンを加える（ホモトロピック効果）
- 葉緑体内の阻害剤2-カルボキシアラビニトール1-リン酸を除いてやる
- ATP要求性RubisCO活性化酵素の触媒を受ける

など。RubisCO以外の3酵素については、光化学反応のCFo-CF1ATP合成酵素にも見られるチオレドキシンによる-SH基への還元と同じシステムが働いている。

## カルビンサイクルに着目した研究
Rubisco酵素が担っているリブロース-1,5-ビスリン酸と二酸化炭素から二分子の3-ホスホグリセリン酸が生じる反応が、カルビンサイクルの律速段階と考えられていた。そこで、Rubiscoをコードする遺伝子を過剰発現して、カルビンサイクルの活性化を上げる試みがなされたが、予想に反し、Rubiscoの増加によるカルビンサイクルの活性化は認められなかった。
Rubiscoの増加にもかかわらず、カルビンサイクルが活性化されない原因として、以下の３つの可能性が一般的に考えられていた。1つ目は、リブロース-1,5-ビスリン酸の再生能力の欠乏、2つ目は、ATPの不足、3つ目は、NADPHの不足である。Rubisco遺伝子の過剰発現植物について、CE-MSを用いたメタボロミクスを行なうと、上記の3つの可能性は否定された。これらの結果により、律速段階がRubiscoの過剰発現により、別の反応に移ったか、あるいはRubiscoの過剰発現により窒素利用が大きく変わったことが、カルビンサイクルの活性化が見られない原因であると考えられるようになった。
カルビンサイクルの代謝中間体はリン酸基が付いているため、今後カルビンサイクルのメカニズムを解明するに当たり、リン酸化代謝産物の同定、定量に優れているCE-MSを用いたメタボロミクスは有効な手法であると考えられている。